# Des del Rough
Des del Rough (originalment en anglès, From the Rough) és una pel·lícula de drama esportiu estatunidenc del 2011 basada en la història real de Catana Starks, una antiga entrenadora de natació dels Tennessee State Tigers, que es va convertir en la primera dona a entrenar un equip universitari de golf masculí. Amb empenta, passió i coratge, va dirigir un grup indisciplinat de nens d'arreu del món i els va guiar fins a aconseguir un rècord en el Campionat National Collegiate Minority de la PGA.
El fet d'encarregar-se de construir el primer equip de golf de l'estat de Tennessee i de trobar només un golfista afroamericà disponible —en Craig, antig caddie amb molt de talent, però sense confiança— empeny Catana Starks fora del context històricament negre de la Universitat Estatal de Tennessee, i, en contra d'una gran resistència, obre la llista per a nens desafavorits de tot el món. La pel·lícula és protagonitzada per Taraji P. Henson com a Starks, així com per Tom Felton, Michael Clarke Duncan i LeToya Luckett. La pel·lícula va ser coescrita per Michael A. Critelli i Pierre Bagley i dirigida per Bagley. El rodatge principal va començar a Nova Orleans el 4 d'octubre de 2010, amb el campus de la Universitat Dillard com a ubicació principal, i va acabar a principis de 2011. Ha estat doblada al català.

## Repartiment
- Taraji P. Henson com a Catana Starks
- Tom Felton com a Edward
- Michael Clarke Duncan com a Roger
- LeToya Luckett com a Stacey
- Henry Simmons com a Kendrick Paulsen, Jr.
- Justin Chon com a Ji-Kyung
- Robert Bailey, Jr. com a Craig
- Ben Youcef com a Bassam
- Paul Hodge com a Cameron
- Dana Gourrier com a treballadora de la cafeteria